# ビト・クルス駅 (フィリピン国鉄)
ビト・クルス駅 (Vito Cruz) はフィリピン国鉄南方本線の駅。地上駅。
マニラ首都圏サン・アンドレスのパブロ・オカンポ通りと南ルソン高速道路の交差点近くにある。マカティとの境に近い場所にある。
トゥトゥバン駅から8駅目の駅であり、南方本線のマニラ市内の駅としては最後の駅になる。
LRT-1号線に同名のビト・クルス駅が存在するが、1㎞以上の距離がある。

## 歴史
ビト・クルス駅はブエンディア駅と同じく1975年11月24日、フィリピン国鉄83周年記念で開業した

## 近隣施設
アレラノ大学、デ・ラ・サール大学、デ・ラ・サール大学セントベニルデ校、セント・スコラスティカズ大学などの教育機関の施設が近隣する。少し離れた場所にマニラ南墓地、サーキット・マカティ(旧サンタ・アナレーストラック)などがある。

## 交通アクセス
ジープニーでゾベル・ロハス通りのルートにアクセスできるほか、南ルソン高速道路のバスもある。ゾベル・ロハス通りを渡った場所にサン・アントニオ自転車タクシーターミナルがあり、パラナンやマニラを巡回する自転車タクシーも駅で旅客を下ろしている。

## 駅配置
| 1階 ホーム | 側面ホーム         | 側面ホーム                    |
| 1階 ホーム | ホームA            | 首都通勤線 トゥトゥバン行 (←) |
| 1階 ホーム | ホームB            | 首都通勤線 アラバン行 (→)     |
| 1階 ホーム | 側面ホーム         |                               |
| 1階        | コンコース/ 地上階 | 券売所、駅事務室、売店        |

## ギャラリー

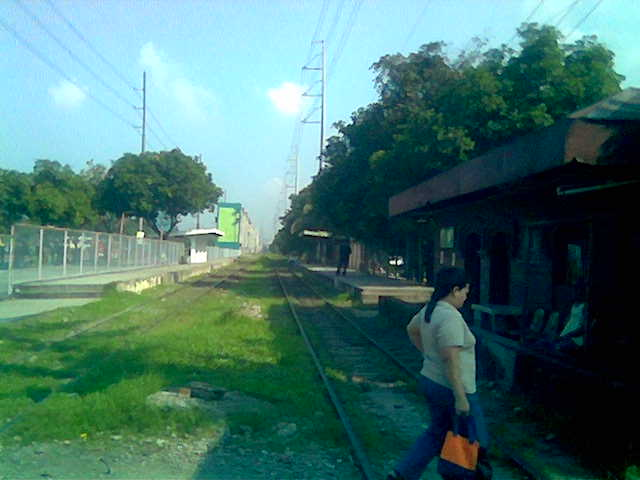
2006年ごろの様子
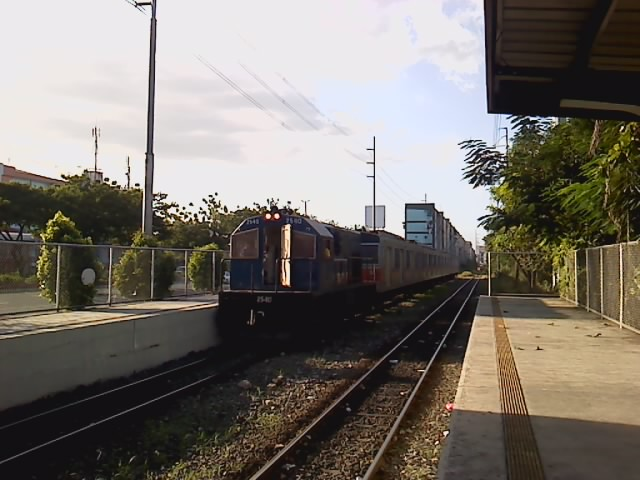
駅に近づく2540 + 4 EMU 203
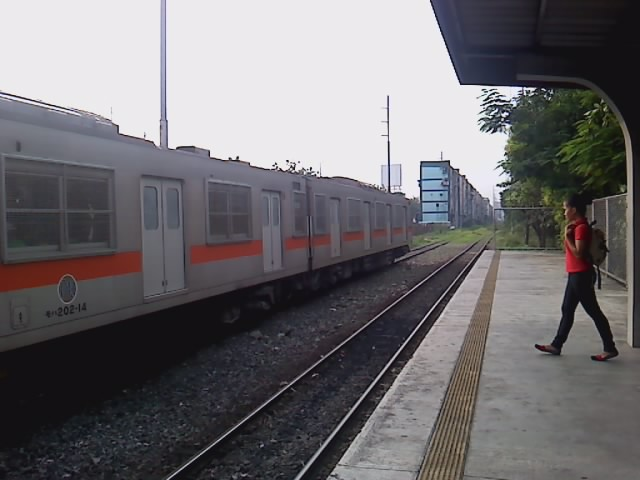
モハ202-14